# 太平寺庭
太平寺庭（たいへいてらにわ）は秋田県秋田市にある大字。郵便番号は010-1104。住居表示未実施地区。

## 地理
秋田市の東部、太平地区の中では中部に位置する。字域は北東から南にかけての細長い形状で、太平地区の中では比較的狭い。南端付近を太平川が東西に流れ、その支流・小黒沢川（こぐろさわがわ）が南北に流れて、南東部の太平黒沢との境で合流する。太平川流域が平野部で、並行して秋田県道28号秋田岩見船岡線及びその旧道（太平街道）が走り、県道・街道の周辺に集落がある。太平川・小黒沢川の流域に農地がある他は山林地帯である。
字寺庭に阿弥陀寺がある。慈覚大師（円仁）作の本尊を祭るといい、一時衰退していたが江戸時代に天徳寺閑居和尚によって再興された。また神明社は、中世領主の大江広治が鎌倉からもたらした尊像を祭るという。
北は太平八田、東は太平黒沢、南は太平中関、西は太平目長崎に隣接する。

### 小字
8の小字が現存する。
- 字家ノ下（いえのした）
- 字岩井沢（いわいざわ）
- 字魚ノ森（うおのもり）
- 字柿木坂（かききざか）
- 字小黒沢口（こぐろさわぐち）
- 字土倉（つちくら）
- 字寺庭（てらにわ）
- 字張山（はりやま）

### 河川
- 太平川
  - 小黒沢川

## 歴史
文禄元年8月22日（1592年9月27日）の「秋田家分限帳写」に館岡半兵衛代官所の中で「寺庭村 138石余」とあるのが初見資料である（秋田図書館所蔵文書）。中世には33の寺院があったという。
江戸時代を通じて久保田藩領で、「正保国絵図」では本田当高476石余とされる。「享保黒印高帳」では村高173石余に対し当高200石余（うち本田168・本田並15・新田17）となっており、山林の価値が加味されていると思われる。「享保郡邑記」では31軒。「寛政村附帳」では親郷目長崎村の寄郷とされ、当高173石余（うち蔵分170、給分3）。「天保郷帳」では200石余で、「羽陰温故誌」によるこの頃の人口は156、馬20、牛11であった。

### 沿革
- 1873年（明治6年）3月 - 大区小区制の改正に伴い、秋田郡寺庭村は秋田県第1大区6小区に属した[5]。
- 1884年（明治17年）頃 - 郡区町村編制法の下で、南秋田郡目長崎村・八田村・中関村・寺庭村・黒沢村・山谷村が連合。戸長役場は目長崎村に設置される[3]。
- 1887年（明治20年） - 連合6ヶ村の戸数491、人口3,095（地方行政区画便覧）[6]。
- 1889年（明治22年）4月1日 - 町村制施行に伴い、連合6ヶ村が合併し南秋田郡太平村が発足。太平村大字寺庭となる[3]。
- 1954年（昭和29年）10月1日 - 太平村が秋田市へ編入されたことに伴い、名称に「太平」を冠した上で秋田市の大字となる[3]。

### 字域の変遷
地区内で町名整理・住居表示実施その他に伴う区画変更は行われていない。

## 世帯数と人口
2016年（平成28年）10月1日現在の世帯数と人口は以下の通りである。
| 大字                 | 世帯数 | 人口  |
| -------------------- | ------ | ----- |
| 太平寺庭（小字全域） | 50世帯 | 117人 |

## 交通

### 鉄道
地区内に鉄道路線・駅は無い。最寄り駅はJR東日本奥羽本線・羽越本線・秋田新幹線の秋田駅。

### バス
- 秋田中央交通
  - 《太平線》 - 寺庭下丁 - 寺庭 -

### 道路
- 秋田県道28号秋田岩見船岡線
  - 太平街道
- 金山滝林道
- 矢櫃沢林道

## 施設

### 字寺庭
- 寺庭公民館
- 阿弥陀寺